# Японская веслоногая лягушка
Японская веслоногая лягушка, или веслоног Шлегеля (лат. Rhacophorus schlegelii) — вид земноводных из семейства веслоногих лягушек. Эндемик Японии. Видовое название дано в честь немецкого зоолога Германа Шлегеля (1804—1884).
Общая длина достигает 3,2—5,3 см. Наблюдается половой диморфизм — самки крупнее самцов. Голова достаточно большая. Туловище крепкое. Кожа гладкая. Конечности хорошо развиты. У самца имеются брачные мозоли желтовато-белого цвета и два щелевидных отверстия-резонатора. Окраска преимущественно однотонно-зелёная, на спине с разбросанными белыми пятнышками.
Любит различные стоячие водоёмы, особенно болота, в лесистой местности, холмы, плантации сельскохозяйственных культур. Активна ночью. Питается различными насекомыми и членистоногими.
Размножение происходит с середины апреля до середины мая. Самка под вечер закапывается в землю над обрывистым берегом у водоёма и делает шарообразную нору 6—9 см в диаметре. Затем сбивает лапами пенку, образуя гнездо. Сюда откладываются 200—300 яиц диаметром 6 мм. Постепенно пенная масса становится жидкой и выходит вместе с головастиками наружу, попадая в водоём.
Вид распространён на японских островах Хонсю, Сикоку, Кюсю.